# ARIA Charts
Az ARIA Charts Ausztrália hivatalos slágerlistája, hetente frissülő tartalommal a magyar MAHASZ-hoz hasonlatos Australian Recording Industry Association szerint. A különböző listák, kislemez- és albumeladásokon alapulnak zenei stílusok szerint.

## Publikált toplisták
- Heti Top 100 a hét legkelendőbb kislemezei
- Heti Top 100 a hét  legkelendőbb nagylemezei
- Heti Top 100 a hét legkelendőbb digitális letöltései
- Heti Top 100 a hét legkelendőbb digitális albumai
- Heti Top 50 a hét legkelendőbb nagylemezei (kizárólag fizikai lemezek)
- Heti Top 20 legkelendőbb ausztrál kislemezek
- Heti Top 20 legkelendőbb ausztrál nagylemezek
- Heti Top 20 legkelendőbb dance kislemezek
- Heti Top 20 legkelendőbb country kislemezek
- Heti Top 20 legkelendőbb válogatáslemezek
- Heti Top 50 legkelendőbb katalógusalbumok
- Heti Top 50 legkelendőbb club számok
- Heti Top 40 legkelendőbb urban kislemezek
- Heti Top 40 legkelendőbb urban nagylemezek
- Heti Top 40 legkelendőbb zenés DVD-k.
- Éves Top 100 lista a kereskedelmileg legsikeresebb kis- és nagylemezekkel.

Mindemellett a cég szintén publikálja az évtized 100 legsikeresebb kis- és nagylemezeinek listáját.

## ARIA minősítések
| Formátum  | Státusz | Státusz |
| Formátum  | Arany   | Platina |
| --------- | ------- | ------- |
| Album     | 35,000  | 70,000  |
| Kislemez  | 35,000  | 70,000  |
| Zenés DVD | 7,500   | 15,000  |